# Karl Schmidt-Rottluff

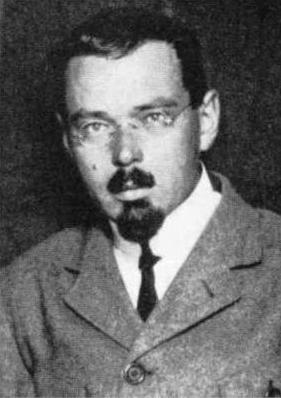
Karl Schmidt-Rottluff (vor 1920)

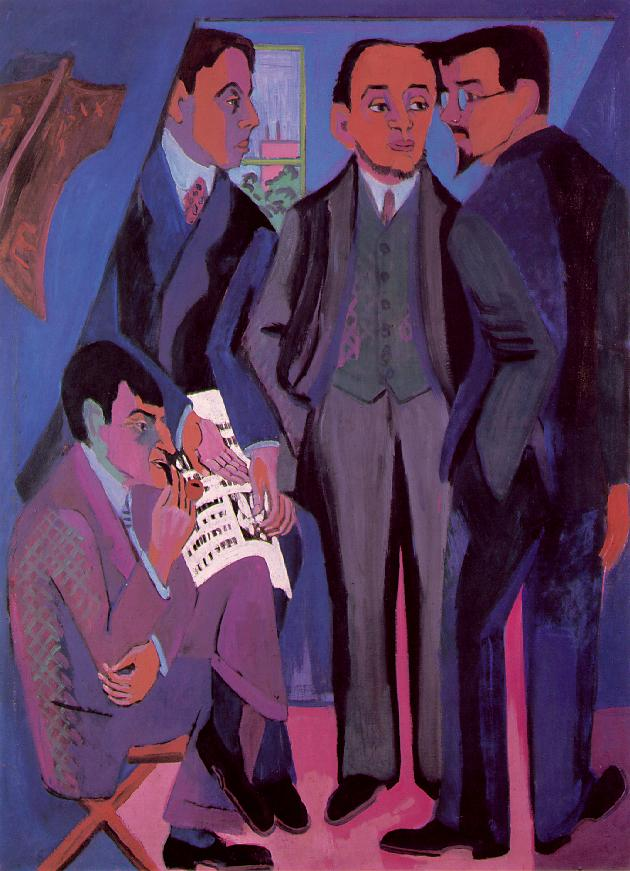
Eine Künstlergemeinschaft, 1926. Gemälde von Ernst Ludwig Kirchner, mit Otto Mueller, Kirchner, Erich Heckel, Schmidt-Rottluff

Karl Schmidt-Rottluff (* 1. Dezember 1884 in Rottluff; † 10. August 1976 in West-Berlin; eigentlich Karl Schmidt) war ein deutscher Maler, Grafiker und Plastiker. Er gilt als ein Klassiker der Moderne und als einer der wichtigsten Vertreter des Expressionismus.
Das eigentliche Geburtshaus von Karl Schmidt-Rottluff im Dorf Rottluff – heute ein Stadtteil von Chemnitz – ist 1892 abgebrannt. Der Vater des Künstlers ließ 1893 bis 1894 die heute noch erhaltene Mühle mit Wohnteil der Familie Schmidt, die Wohnmühle, errichten. Auf dem Gelände und in der Wohnmühle erlebte der 1884 in Rottluff geborene Expressionist seine Kindheit und Jugend, bis er 1905 mit 20 Jahren nach Dresden ging und die Künstlervereinigung „Brücke“ mit gründete. Die Wohnmühle wurde in ehrenamtlicher Arbeit vom Förderverein Karl Schmidt-Rottluff Chemnitz e. V. für die Öffentlichkeit saniert und kann auf Anfrage besichtigt werden.
Das Museum Schmidt-Rottluff wurde durch die Stadt Chemnitz im benachbarten Landhaus installiert, das der Vater des Künstlers 1913/1914 errichten ließ. Hier lebte Karl Schmidt-Rottluff u. a. mit seiner Frau Emy ab 1943, als seine Wohnung und Atelier in Berlin von Bomben getroffen wurden. Ende 1946 ging der Künstler dann wieder zurück nach Berlin.

## Leben und Werk

### Familie
Karl Schmidts Vater war der Mühlenbesitzer Friedrich Schmidt. Karl Schmidt wurde im Wohngebäude der Mühle in Rottluff bei Chemnitz (Sachsen) geboren und nannte sich ab 1905 Schmidt-Rottluff. Von 1905 bis 1906 studierte er Architektur an der Technischen Hochschule Dresden.

### Künstlergruppe „Brücke“

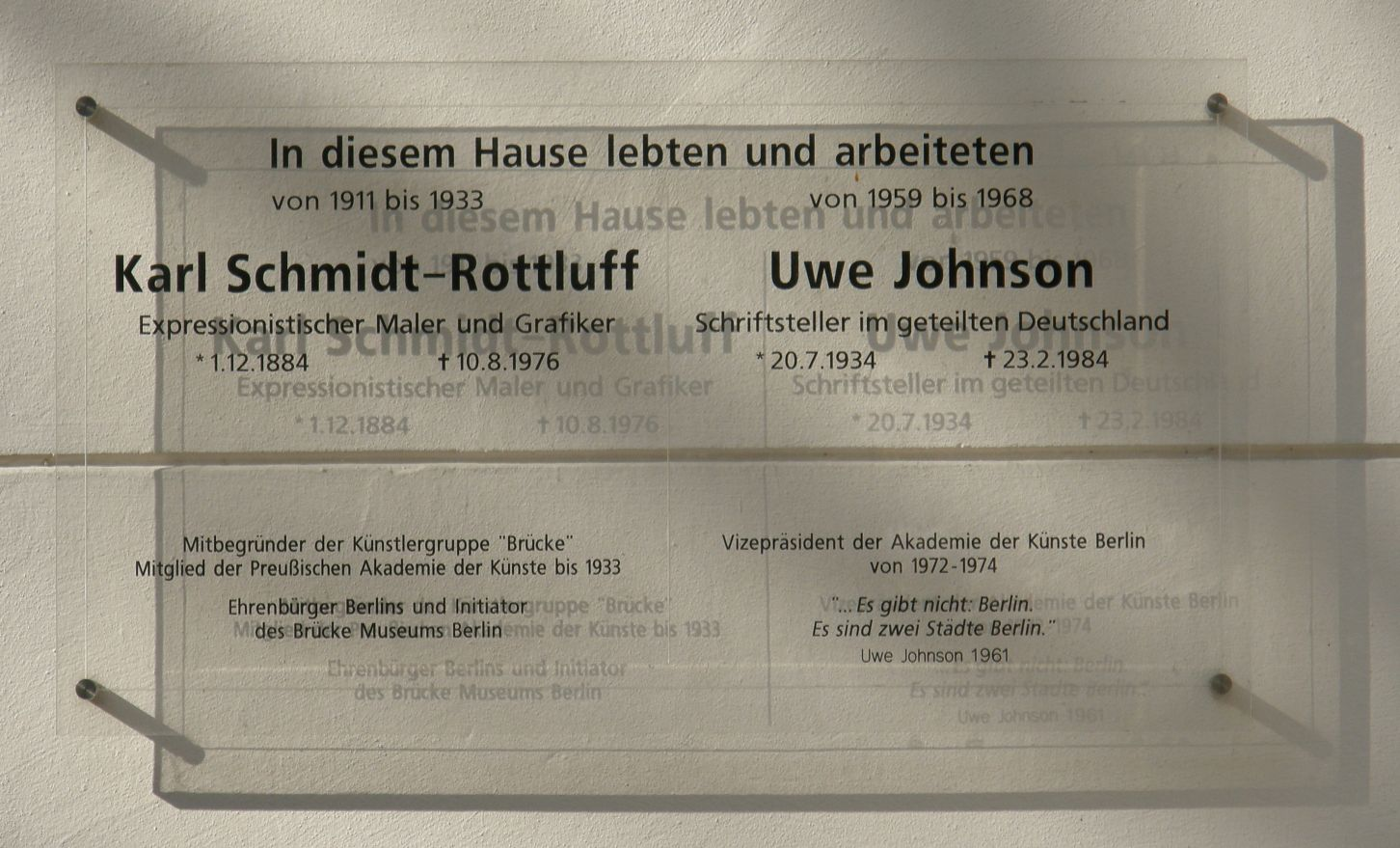
Gedenktafel am Haus Niedstraße 14 in Berlin-Friedenau

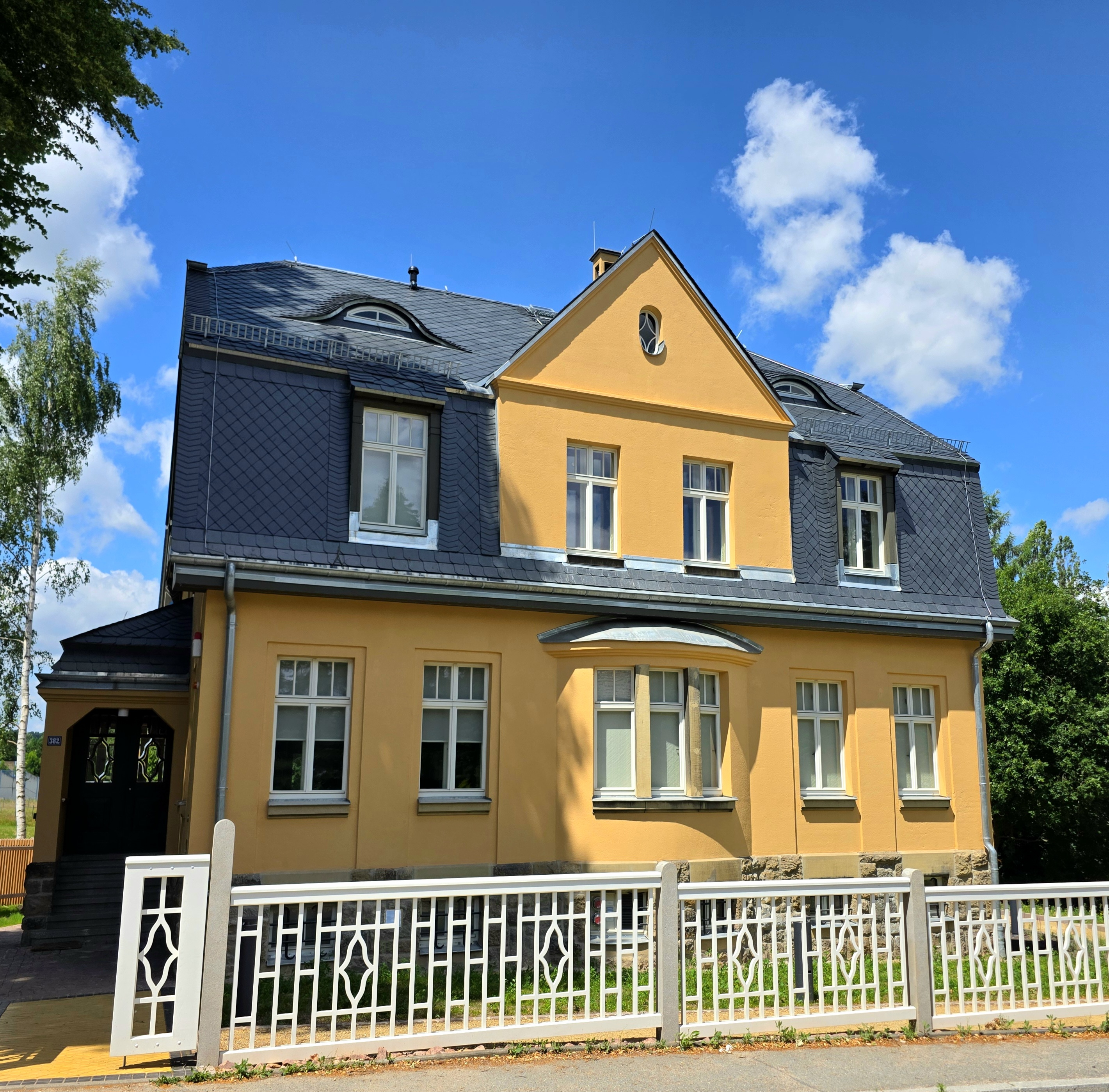
Wohnhaus (1943–1946) von Karl Schmidt-Rottluff, Limbacher Str. 382, Chemnitz-Rottluff, heute Museum

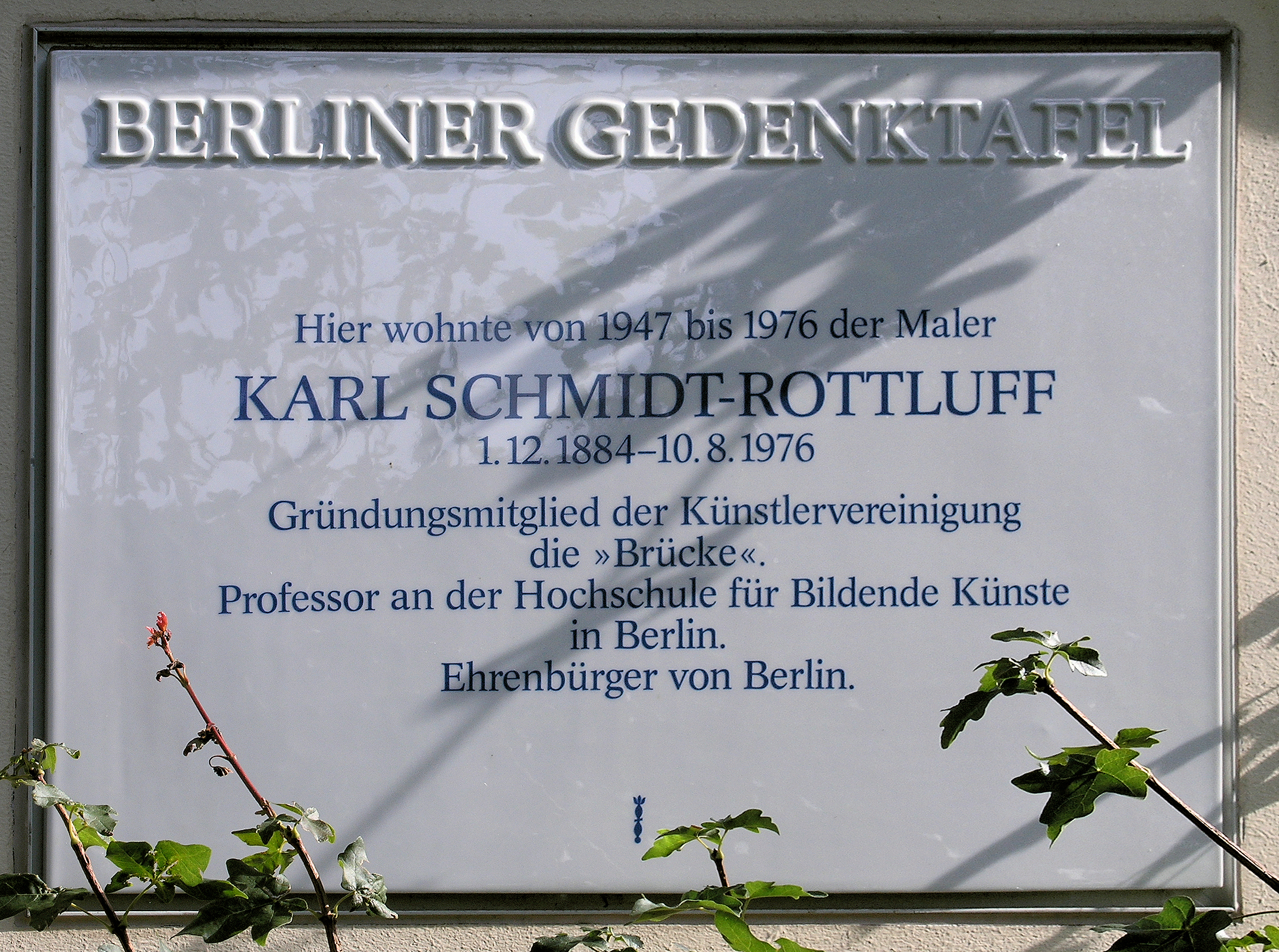
Berliner Gedenktafel am Haus Schützallee 136 in Berlin-Zehlendorf

Am 7. Juni 1905 gründeten die Architekturstudenten Schmidt-Rottluff, Ernst Ludwig Kirchner, Fritz Bleyl und Erich Heckel in Dresden die Künstlergruppe Brücke. Im November folgte deren erste Ausstellung in einer Kunsthandlung in Leipzig. Im Jahr 1907 bat die Hamburger Kunsthistorikerin Rosa Schapire um Aufnahme als passives Mitglied. Der von ihr am höchsten geschätzte Schmidt-Rottluff malte 1911, 1915 und 1919 Porträts von ihr. Auch der Maler Max Pechstein, der als einziger der Gruppe kunstakademisch voll ausgebildet war, stieß dazu; er wurde jedoch ausgeschlossen, als sich herausstellte, dass er zugleich der Berliner Secession angehörte. 1913 löste sich die Brücke auf.

### Weitere Künstlergruppen
Schmidt-Rottluff beteiligte sich 1910 an den Ausstellungen der Neuen Secession in Berlin, 1912 an der 2. Ausstellung des Blauen Reiters in München und an der Sonderbund-Ausstellung in Köln. 1914, ein Jahr nach Auflösung der Brücke, wurde er Mitglied der Freien Secession in Berlin und hatte dort seine erste Einzelausstellung. Während des Ersten Weltkrieges war er Armierungssoldat in Litauen und Russland von 1915 bis 1918.

### Nach dem Ersten Weltkrieg
Nach Kriegsende heiratete er 1919 Emy Frisch. Zusammen mit Rosa Schapire und Wilhelm Niemeyer gestaltete er die expressionistische Veröffentlichung Die rote Erde und 1920/1921 die Zeitschrift für Kunst Kündung.
Anfangs war Schmidt-Rottluffs Werk noch deutlich vom Impressionismus beeinflusst. Als Motive tauchen häufig norddeutsche und skandinavische Landschaften auf. 1911 zog der Maler von Dresden nach Berlin um. Damit nahmen geometrische Formen in seinem Werk größeren Raum ein, ab 1923 runde, geschwungene Formen.
1931 wurde Karl Schmidt-Rottluff als Mitglied an die Preußische Akademie der Künste berufen, aus der er zwei Jahre später wieder durch Max von Schillings zum Austritt genötigt wurde. Im Jahr 1932 zog er nach Rumbke am Lebasee in Hinterpommern.

### Verfemung und Zerstörung von Bildern

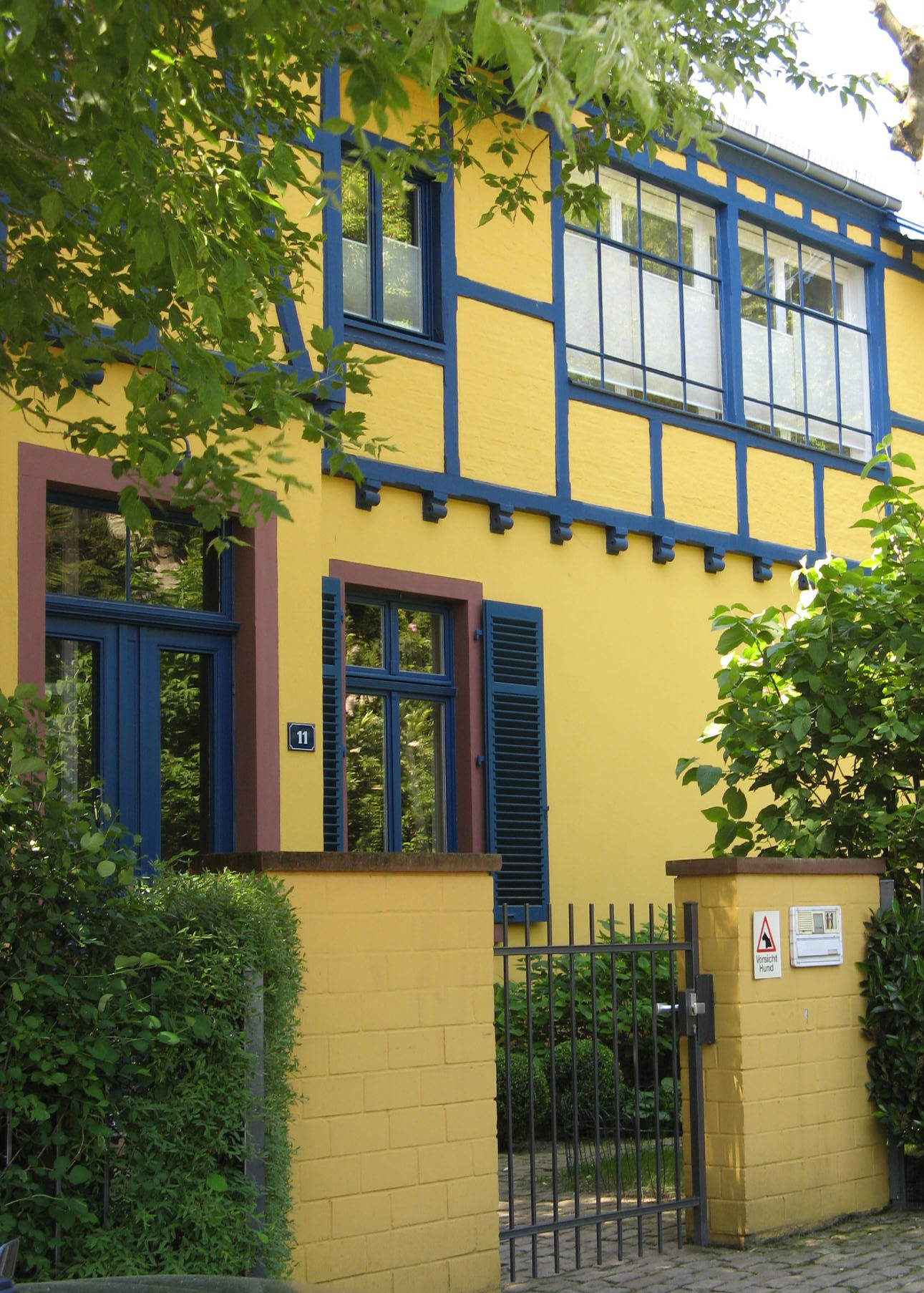
Das Blaue Haus von Hanna Bekker vom Rath, Kapellenstr. 11 in Hofheim am Taunus, Schmidt-Rottluffs jährliches Urlaubs- und Arbeitsdomizil von 1932 bis 1972

Als Mitglied des Deutschen Künstlerbundes seit 1927 (ab 1928 im engeren Vorstand, dann auch Jurymitglied) nahm Karl Schmidt-Rottluff an der letzten DKB-Jahresausstellung 1936 im Hamburger Kunstverein teil. Gezeigt wurden zwei Ölgemälde: Verschneiter Bach und Abend am Bach (1932; 91 × 124 cm). Im Jahr 1937 wurden Schmidt-Rottluffs Werke (608 Arbeiten) in den deutschen Museen als „Entartete Kunst“ beschlagnahmt, einige von ihnen wurden dann in der Ausstellung „Entartete Kunst“ gezeigt. Bei der Gemäldeverbrennung am 20. März 1939 im Hof der Berliner Hauptfeuerwache wurden mehrere seiner Werke vernichtet. Im Jahr 1941 schloss ihn Adolf Ziegler aus der Reichskammer der bildenden Künste aus, was ein Berufsverbot bedeutete.
Im September 1942 war Schmidt-Rottluff zu Gast bei Helmuth James Graf von Moltke auf Schloss Kreisau in Kreisau in Niederschlesien. Dort malte er trotz des 1941 gegen ihn verhängten Berufsverbots zahlreiche Landschaften, insbesondere den Blick über den Park und die Ackerflächen zum Berg Zobten. Nur wenige dieser Aquarelle, die an Freunde verschenkt worden waren, sind erhalten geblieben, die übrigen wurden 1945 vernichtet. Von 1943 bis 1946 zog sich Schmidt-Rottluff nach Chemnitz zurück. Die Berliner Wohnung und das Berliner Atelier wurden durch Bombardierung zerstört, er zog nach Chemnitz-Rottluff.

### Nach dem Zweiten Weltkrieg

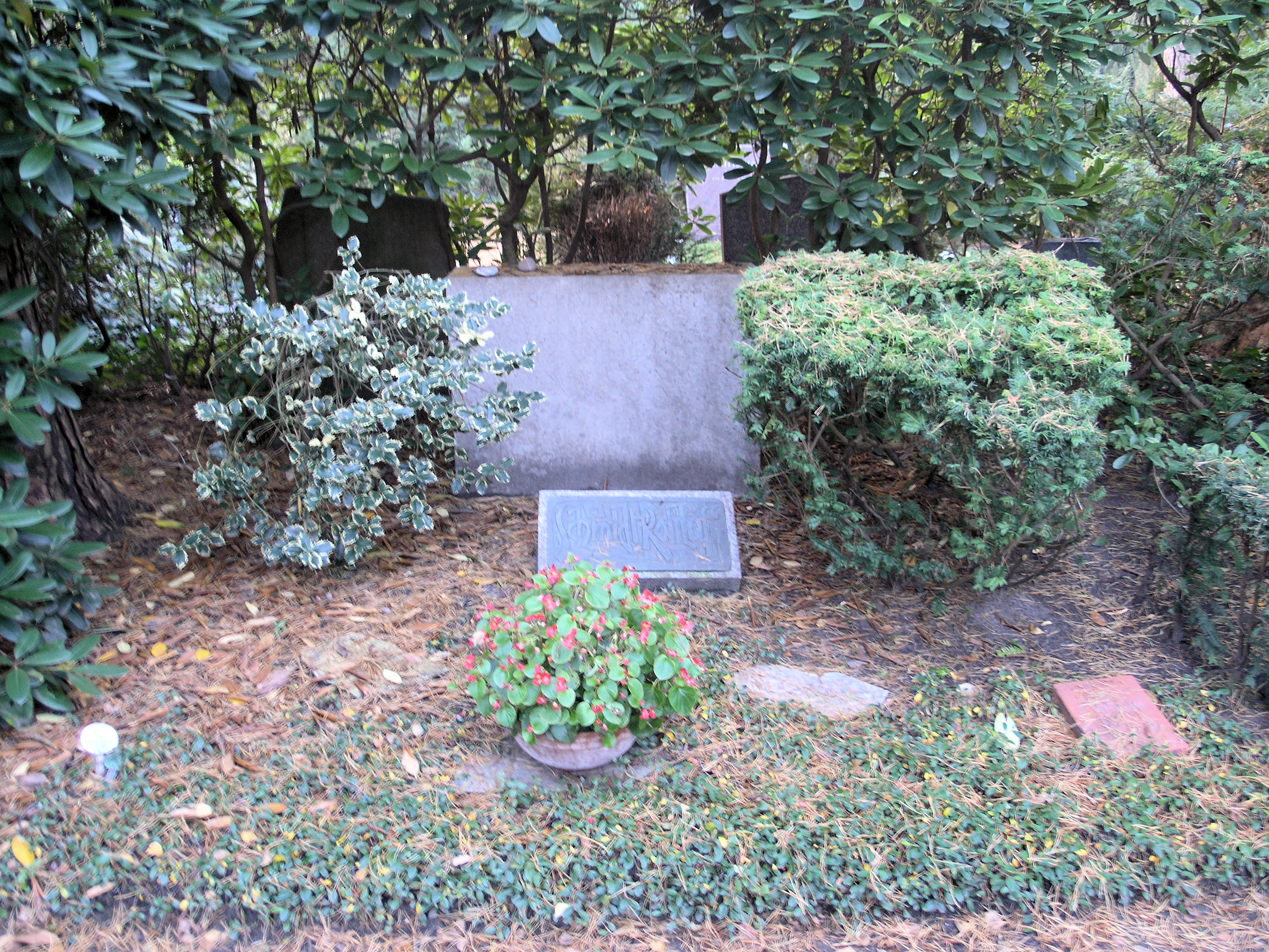
Ehrengrab, Hüttenweg 47, in Berlin-Dahlem

Im Jahr 1947 erhielt Schmidt-Rottluff eine Berufung zum Professor an die Hochschule für Bildende Künste in Berlin-Charlottenburg. Im wiedergegründeten Deutschen Künstlerbund 1950 war er Zweiter Vorstandsvorsitzender. An dessen Jahresausstellungen nahm er zwischen 1951 und 1976 noch fünfmal teil. Im Jahr 1955 beteiligte sich Karl Schmidt-Rottluff an der documenta 1 in Kassel.
In der DDR gerieten die Werke von Karl Schmidt-Rottluff, wie jene der anderen Expressionisten, ab Ende der 1940er Jahre in den Strudel der von der Ideologie des Sozialistischen Realismus bestimmten Formalismus-Debatte. Seine Bilder wurden kaum noch angekauft und es gab in den Jahrzehnten bis 1982 nur ganz wenige Ausstellungen in der DDR.
Nach seiner Emeritierung von der Hochschule für Bildende Künste im Jahre 1954 hielt der Künstler sich oft in Hofheim am Taunus, am Lago Maggiore und an der Ostsee auf. Emy und Karl Schmidt-Rottluff starben 1975 und 1976 im Abstand weniger Monate in West-Berlin. Er wurde auf dem Waldfriedhof Dahlem in Berlin-Dahlem beigesetzt. Der erste Direktor des von Schmidt-Rottluff gegründeten Brücke-Museums hielt die Grabrede. Die Grabstätte gehört zu den Ehrengräbern des Landes Berlin und befindet sich in der Abt. 10E-11/12.

## Aufenthalte an Nord- und Ostsee

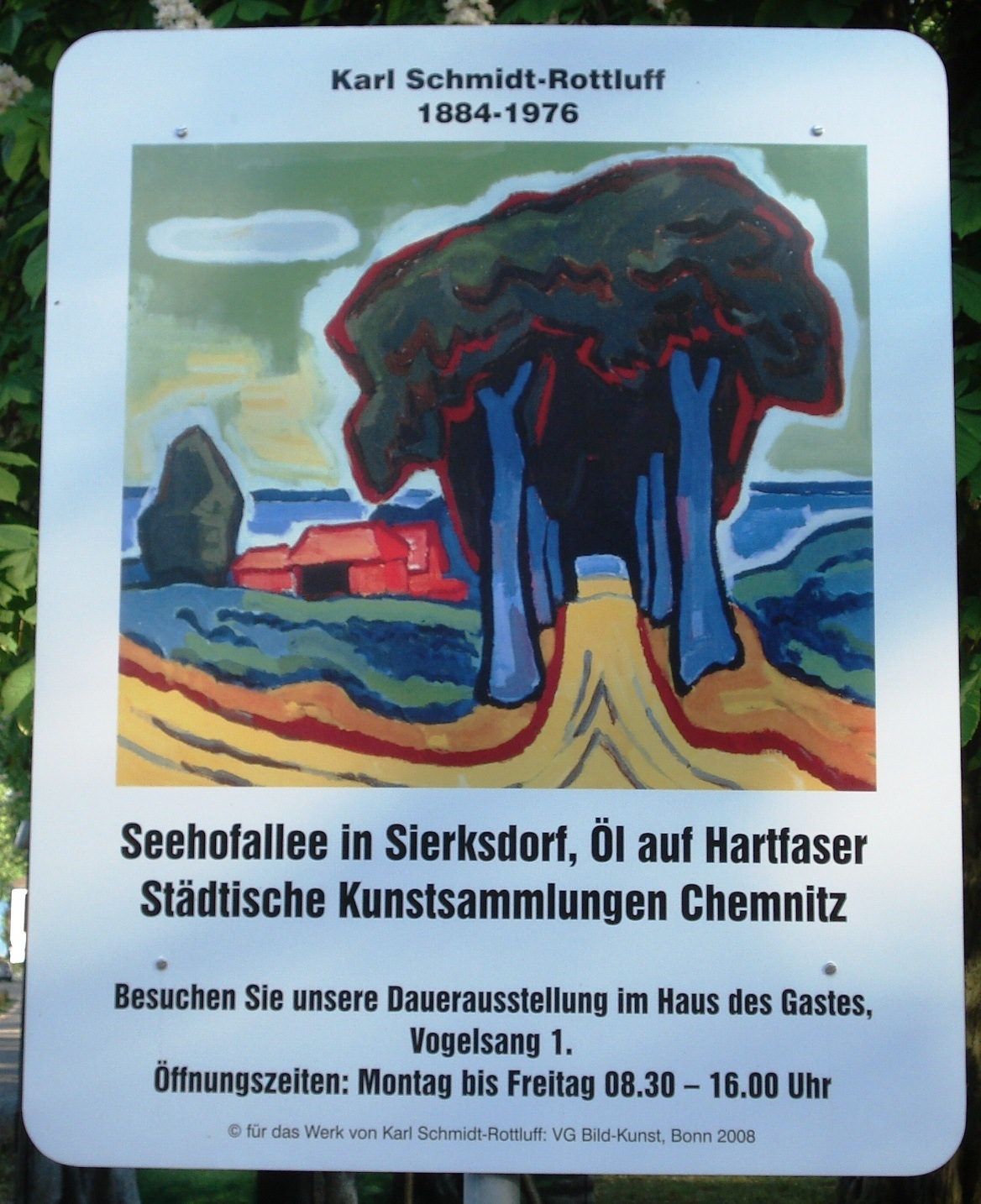
Seehofallee in Sierksdorf von Karl Schmidt-Rottluff auf der Informationstafel an der Schmidt-Rottluff-Allee in Sierksdorf

Im Laufe seines Lebens zog es Schmidt-Rottluff immer wieder im Sommer an die Nord-/Ostsee. Es entstanden Bilder der Ostseelandschaft in leuchtenden Farben und großzügiger Abstraktion der Motive. Die Aufenthalte waren:
- 1906: Ostseeinsel Alsen
- 1907–1912: Sommeraufenthalte in Dangast an der Nordsee
- 1913: Nidden (Künstlerkolonie Nidden) auf der Kurischen Nehrung (litauisch Nida)
- 1914, 1919: Hohwacht an der Lübecker Bucht
- 1919–1931: regelmäßig in Jershöft in Hinterpommern (polnisch Jarosławiec)
- 1932–1943: innere Emigration im Sommer und Herbst in Rumbke am Lebasee (polnisch Łebsko)
- 1951–1973: Sommermonate in Sierksdorf an der Lübecker Bucht im Haus des Malers Günter Machemehl. Motive waren die Steilküste und der Strand von Sierksdorf. Ferner entstanden Plastiken.

## Fundus
An seinem achtzigsten Geburtstag 1964 machte Schmidt-Rottluff den Vorschlag, ein „Brücke“-Museum in Berlin zu errichten. Dies wurde in die Tat umgesetzt. Das Museum in Berlin-Zehlendorf wurde am 15. September 1967 eröffnet. Erich Heckel und er hatten dem Haus mehrere Werke übergeben. Von Karl Schmidt-Rottluff werden über 300 Werke, darunter Gemälde, Aquarelle, Zeichnungen, Postkarten, Holzschnitte, Radierungen, Lithographien, Gebrauchsgrafik und Plastiken im Brücke-Museum verwahrt.
Der Fundus der Kunstsammlungen Chemnitz umfasst insgesamt 490 Werke des Künstlers. Dazu gehören Gemälde, Skulpturen, Arbeiten auf Papier und Exponate aus der angewandten Kunst.
Die Bedeutung Karl Schmidt-Rottluffs und der Künstlergruppe wurde erstmals 1957 mit einer bahnbrechenden Ausstellung Maler der Brücke in Dangast von 1907 bis 1912 des Oldenburger Kunstvereins im Nordseebad Dangast gezeigt. Kurator der Ausstellung war der Kunsthistoriker Gerhard Wietek, der zahlreiche Schriften über Karl Schmidt-Rottluff und andere Expressionisten verfasste. Aus dessen Nachlass gelangten im Jahr 2013 etwa 450 Briefe und Postkarten Schmidt-Rottluffs an das Landesmuseum Oldenburg.
Als bleibende Präsentation ausgewählter Werke des Künstlers wird das Schmidt-Rottluff-Museum in Chemnitz-Rottluff am 6. April 2025 in seinem – inzwischen denkmalgeschützten – Geburtshaus eröffnet. Die Exposition gliedert sich in drei Themenblöcke: Werk und Biografie, Geschichte des Ortes zu seinen Lebzeiten und Geschichte des Expressionismus in Chemnitz.

## Ehrungen
- 1929: Villa-Romana-Preis des DKB.
- 1946: Ehrenbürger der Stadt Chemnitz
- 1955: Cornelius-Preis der Stadt Düsseldorf
- 1956: Aufnahme in den Orden Pour le Mérite.[16]
- 1967: Ernst-Reuter-Plakette des Landes Berlin.
- 1970: Ehrenbürger von Berlin
- 1974: Erster Lovis-Corinth-Preis
- 1974: Ehrenmitgliedschaft Staatliche Akademie der Bildenden Künste Stuttgart, auf Vorschlag deren damaligen Rektors Wolfgang Kermer, anlässlich des neunzigsten Geburtstags
- 1974: Ehrenmitgliedschaft der American Academy of Arts and Letters gewählt.[17]

Nach ihm sind die Schmidt-Rottluff-Allee (die ihm Motiv des Gemäldes Seehofallee in Sierksdorf war), der Karl-Schmidt-Rottluff-Weg in Berlin-Zehlendorf (zwischen Berliner Straße und Schützallee), der Schmidt-Rottluff-Weg in Hamburg-St. Pauli, die Schmidt-Rottluff Straße am östlichen Ortsrand des Nordseebades Dangast und das Karl-Schmidt-Rottluff-Gymnasium in Chemnitz benannt.
Im Rahmen der Serie Deutsche Malerei des 20. Jahrhunderts erschien 1995 eine 300-Pfennig-Sonderbriefmarke der Deutschen Bundespost mit dem Motiv Gutshof in Dangast.
Am 6. Mai 2015 beschloss der Stadtrat Chemnitz die Umbenennung der innerstädtischen Brücke Kaßbergauffahrt in Karl-Schmidt-Rottluff-Brücke. Anlass war das 110-jährige Jubiläum der durch Schmidt-Rottluff mitbegründeten Künstlergruppe Brücke.
Das einst dem Verfall preisgegebene Elternhaus von Schmidt-Rottluff in Chemnitz wurde als ein Projekt der Kulturhauptstadt Europas 2025 für rund 3,5 Millionen Euro restauriert. Es wurde am 6. April 2025 als Karl Schmidt-Rottluff Haus der Öffentlichkeit zugänglich gemacht. Zu sehen sind im Museum Kunstwerke, Faksimiles und Dokumente, Holz-, Stein- und Schmuckobjekte sowie private Gegenstände Schmidt-Rottluffs.
Siehe auch: Karl-Schmidt-Rottluff-Stipendium.

## Kunstpreis zu Ehren von Karl Schmidt-Rottluff, Chemnitz
Die 2015 gegründete Stiftung zu Ehren von Karl Schmidt-Rottluff Chemnitz vergibt seit 2018 den Kunstpreis zu Ehren von Karl Schmidt-Rottluff Chemnitz, der alle zwei Jahre einer herausragenden künstlerischen Persönlichkeit der Gegenwart zuerkannt wird. Über die Vergabe des mit 20.000 Euro dotierten Preises entscheidet eine unabhängige fünfköpfige Jury. Bisherige Preisträger waren:
- 2018: Michael Morgner
- 2021: Max Uhlig
- 2023: Nuria Quevedo

## Werke (Auswahl)
Zu den Werken Schmidt-Rottluffs zählen auch einige Porträts, etwa von der Kunsthistorikerin Rosa Schapire, mit der er eng befreundet war, und von Lyonel Feininger, einem weiteren Vertreter des Expressionismus.
- 1906: Gartenstraße frühmorgens, Kunstsammlungen Chemnitz, Chemnitz
- 1909: Strandkörbe, Brücke-Museum, Berlin
- 1909: Sonnenuntergang, Aquarell, Museum Kunstpalast, Ausstellung Sommersonne, 2016[21]
- 1910: Deichbruch/Breach in the Dyke/Rupture d’une digue, Brücke-Museum, Berlin
- 1911: Bildnis Rosa Schapire, Brücke-Museum, Berlin
- 1911: Porträt Dr. Paul Rauert, Privatbesitz
- 1912: Villa mit Turm, Kunsthalle Mannheim
- 1912: Petriturm in Hamburg, Privatbesitz
- 1912: Häuser bei Nacht, Museum of Modern Art, New York
- 1912: Zwei Frauen, Tate Gallery, London
- 1915: Frau mit Tasche, Tate Gallery, London
- 1919: Bildnis Rosa Schapire, Tate Gallery, London
- 1920: Entwurf für einen Reichsadler, Deutsches Historisches Museum, Berlin
- 1920: Mädchen, Kunstsammlungen Chemnitz, Chemnitz
- 1922: Marschlandschaft mit rotem Windrad, Aquarell auf Papier, jahrzehntelang im Sprengel Museum Hannover, Hannover[22]
- 1923: An der Straßenecke, Aquarell (68,5 × 61,5 cm), Sprengel Museum Hannover
- 1931: Pommersche Moorlandschaft. Saarlandmuseum, Saarbrücken[23]
- 1947: Wanderdüne am Haff, Öl auf Leinwand (93 × 114 cm), Brücke-Museum Berlin
- 1956: Seehofallee in Sierksdorf, Öl auf Leinwand, Kunstsammlungen Chemnitz
- 1961: Rotes Haus in Sierksdorf, Öl auf Leinwand, Privatbesitz
- 1961: Ostseebucht, Öl auf Leinwand, Privatbesitz
- 1962: Stillleben mit Bananen. Aquarell und Tusche.
- 1964: Die Sierksdorfer Bucht. Öl auf Kreide, Internationales Maritimes Museum[24]

## Ausstellungen
- 1946 (im Sommer) Städtische Kunstsammlung zu Chemnitz, Schlossberg-Museum: Karl Schmidt-Rottluff: Aquarelle aus den Jahren 1943–1946, mit Katalog
- 1974 Galerie Roswitha Haftmann Modern Art, Zürich, Jubiläumsausstellung zum 90. Geburtstag.[25]
- 6. November 2010 bis 23. Januar 2011. Karl Schmidt-Rottluff: Landschaften und Stillleben, Saarlandmuseum, Saarbrücken.
- 23. Januar bis 15. Mai 2011. Karl Schmidt-Rottluff: Unbekannte Blätter aus einer Privatsammlung (Aquarelle aus dem Spätwerk), Ernst-Barlach-Haus, Hamburg.
- 11. Februar bis 17. Juli 2011: Karl Schmidt-Rottluff. Ostseebilder. (35 Gemälde und 60 Aquarelle rund um die Ostsee von der dänischen Insel Alsen, Nidden auf der Kurischen Nehrung, Hohwacht an der Lübecker Bucht, Jershöft in Hinterpommern, dem hinterpommerschen Rumbke am Lebasee und Sierksdorf an der Lübecker Bucht).[26][27]
- 13. Dezember 2015 bis 10. April 2016: Karl Schmidt-Rottluff: 490 Werke in den Kunstsammlungen Chemnitz, Kunstsammlungen Chemnitz, Chemnitz[13]
- 27. Januar 2018 bis 21. Mai 2018: Karl Schmidt-Rottluff: expressiv, magisch, fremd, Bucerius Kunst Forum, Hamburg.
- 2023: Sammelausstellung, Säulen der Moderne, Galerie & Edition Bode, Nürnberg